# Allium guttatum subsp. sardoum
Allium guttatum subsp. sardoum es una subespecie de la especie Allium guttatum, planta bulbosa, geófita del género Allium. Originaria de Europa.

## Descripción
Es una planta bulbosa perenne de 30-70 cm de altura. Los bulbillos hijos de uno a tres, pequeños de unos 5 mm son de color amarillo o gris. Las hojas dispuestas a lo largo de la mitad inferior del tallo, glabras, sin pecíolo, con una vaina membranácea. El grosor de un tallo es de unos 7 mm. Inflorescencias de algo más de 3 cm densa, con 30-150 flores cilíndricas, sin bulbilos. Espata con un segmento, ovado, más largo que la inflorescencia. Tépalos blancos o rosados y con una mancha verdosa o purpúrea en el nervio medio, lisos; los externos lanceolados, agudos u obtusos; los internos linearlanceolados, obtusos. Estambres exertos (que asoman por la garganta del cáliz o de la corola). filamentos internos con la base muy ancha.
Distribución
S de Europa (desde Portugal hasta Grecia), N de África (desde Marruecos hasta Libia), SE de Turquía y Chipre. C y W de la península ibérica.
CorologíaMediterránea

## Taxonomía
Allium guttatum subsp. sardoum (Moris) Stearn publicado en Ann. Mus. Goulandris 4:184. 1978
Sinonimia
- Allium confusum Halácsy
- Allium frivaldzkyanum Kunze
- Allium gaditanum Pérez-Lara
- Allium gaditanum Pérez-Lara ex Willk.
- Allium gaditanum var. bulbiferum Cout.
- Allium margaritaceum Sm.
- Allium margaritaceum subsp. purpureum (Regel) K.Richt.
- Allium margaritaceum var. battandieri Maire & Weiller
- Allium margaritaceum var. confusum (Halácsy) Hayek
- Allium margaritaceum var. purpureum Regel
- Allium sardoum Moris
- Allium sphaerocephalon subsp. sardoum (Moris) K.Richt.
- Allium sphaerocephalon var. sardoum (Moris) Regel
- Allium stenopetalum Guss. ex Lojac.
- Plexistena margaritea Raf.

Sinonimias cruzadas
- Allium virescens fue descrita por Giovanni Gussone es la subespecie Allium guttatum subsp. sardoum, sin embargo la especie Allium virescens descrita por Jean-Baptiste Lamarck es la especie Allium oleraceum de L.
- Allium descendens descrita por: 
  - Carlos Linneo y se acepta como Allium sphaerocephalon subsp. sphaerocephalon
  - Peter Simon Pallas y Josef August Schultes y se acepta como Allium rotundum de  L.
  - James Edward Smith se acepta como sinónimo de Allium guttatum subsp. sardoum (Moris) Stearn.